# الحزب الاشتراكي (هولندا)

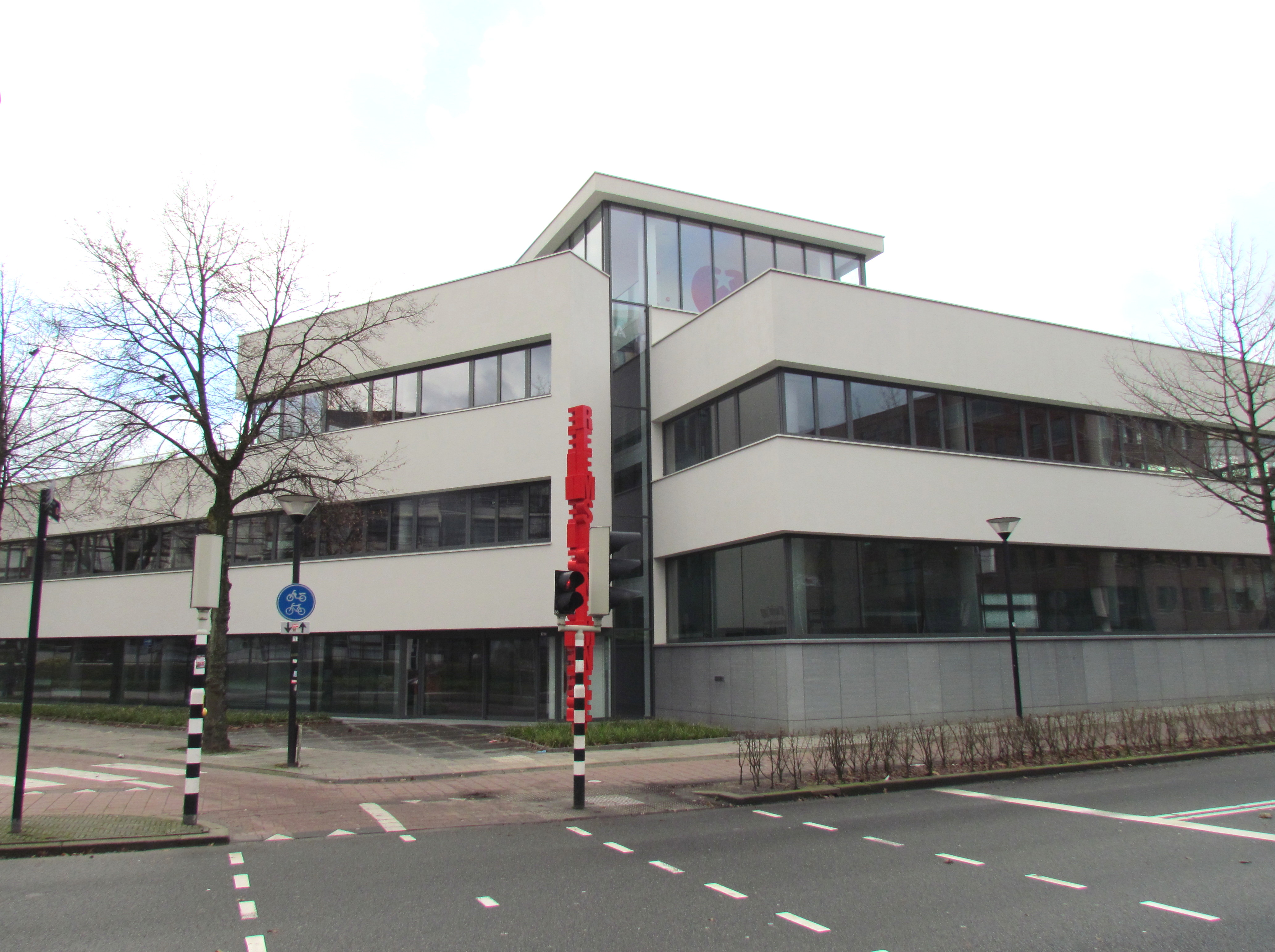
مقر حزب الاشتراكي الهولندي بمدينة آمرسفورت Partijbureau SP.jpg

الحزب الاشتراكي (الحزب الاشتراكي) حزب هولندي تأسس سنة 1972، حزب من خلفية شيوعية ماوية ماركسية، حالياً يتوفر على 15 مقعد في البرلمان الهولندي.